# مات سكوت
مات سكوت (بالإنجليزية: Matt Scott)‏ هو لاعب كرة قدم أمريكية أمريكي، ولد في 20 سبتمبر 1990 في كورونا في الولايات المتحدة.

## وصلات خارجية
- مات سكوت على موقع مرجع كرة القدم المحترفة.كوم (الإنجليزية)